# Laurin & Klement A (1922)

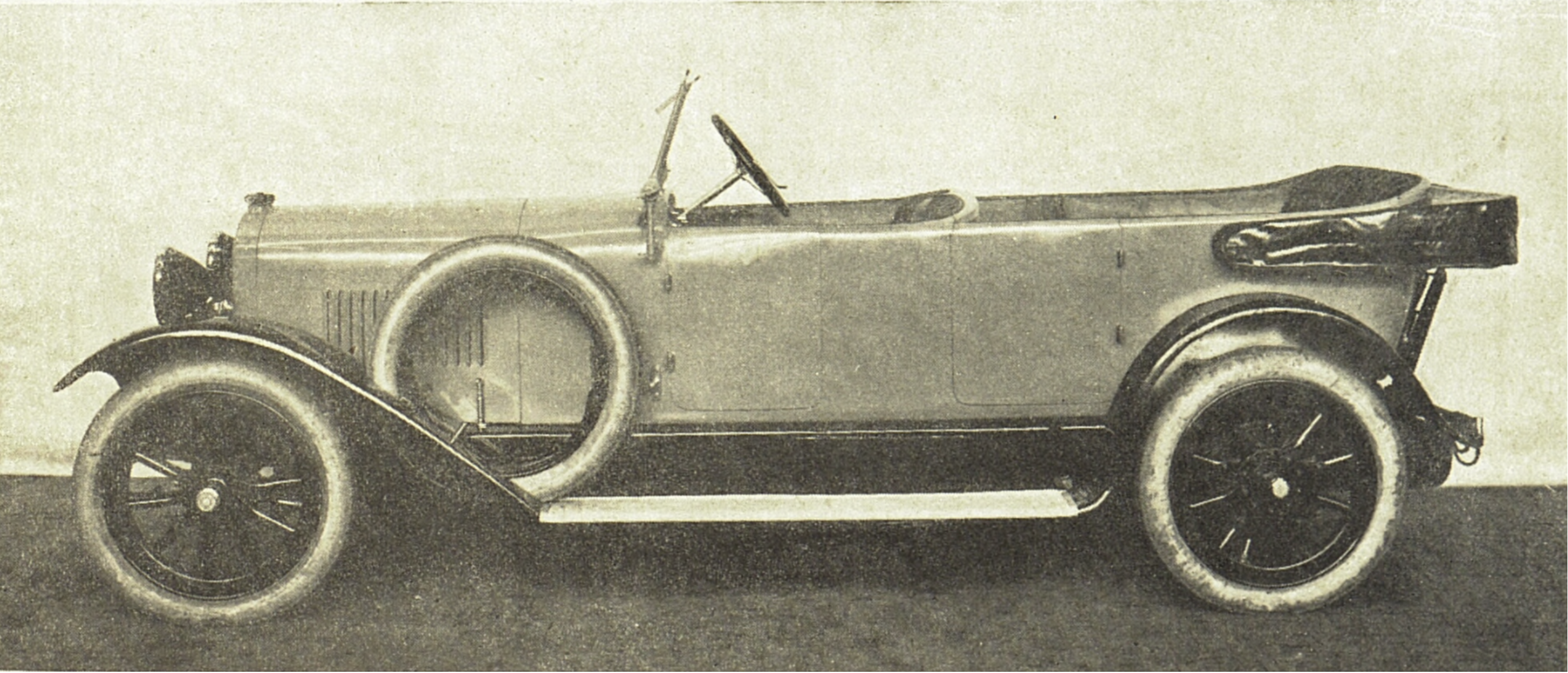
Laurin & Klement A in Prag (1923)

Der Laurin & Klement A, auch Typ 100 genannt, war ein vergrößerter Nachfolger des Laurin & Klement T. Der PKW kam 1922 mit verschiedenen Aufbauten in Holz-/Stahlmischkonstruktion heraus.
Der wassergekühlte, seitengesteuerte Viertakt-Motor mit L-Kopf hatte einen Hubraum von 1791 cm³ und eine Leistung von 20 PS (15 kW). Er beschleunigte das Fahrzeug bis auf 80 km/h. Über das an den Motorblock angeflanschte Getriebe und eine Kardanwelle wurde die Antriebskraft an die Hinterräder weitergeleitet. Der Rahmen des Wagens bestand aus genieteten Stahl-U-Profilen.

## Quelle
- Fahrzeughistorie von Skoda.de
- Legenden von Skoda.de